# Ray-Ban Wayfarer

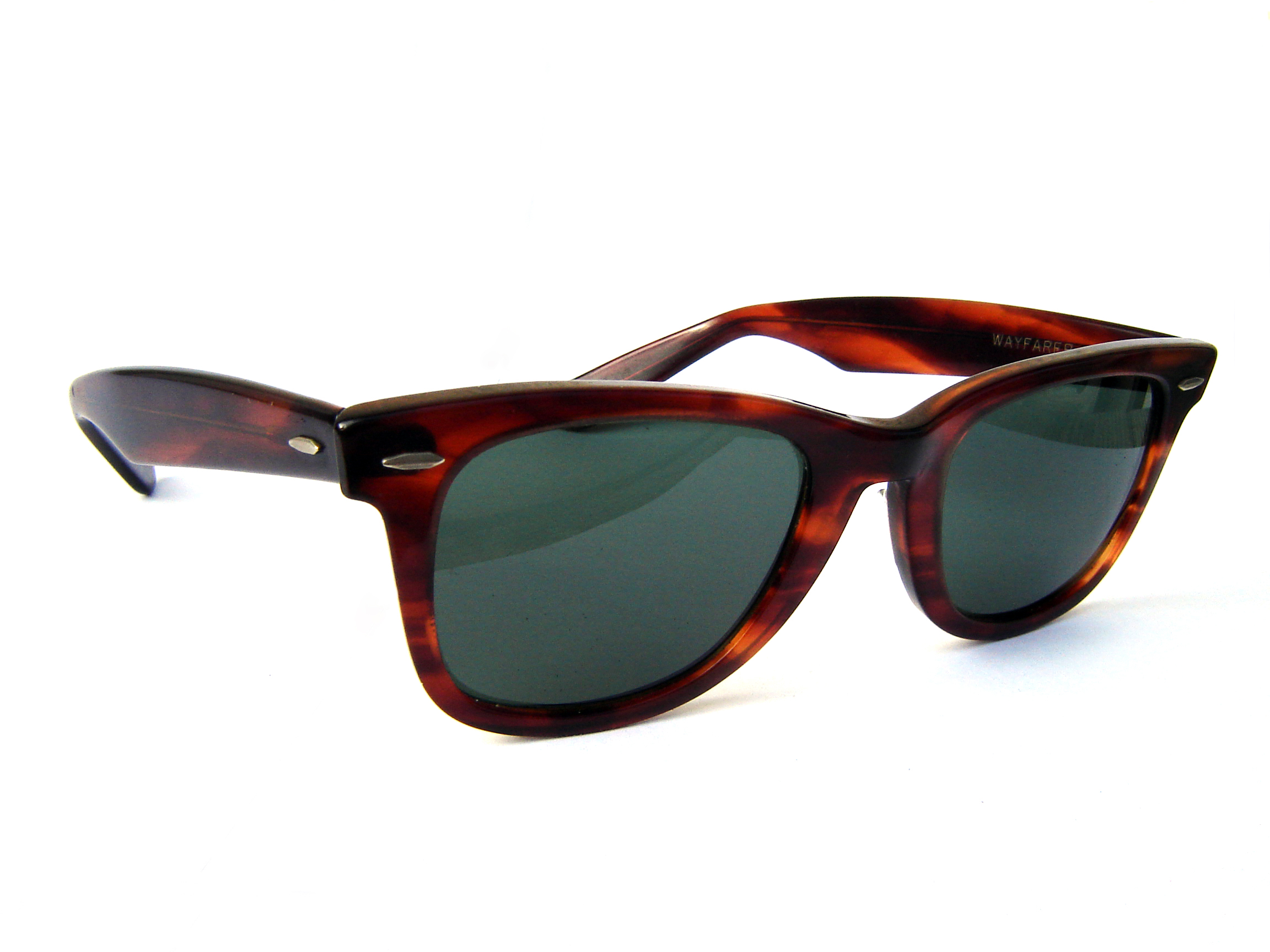
Klasyczne okulary przeciwsłoneczne Ray-Ban Wayfarer z lat 80. (na zdjęciu model B&L5022, dostępny jest również inny model B&L5024, który jest szerszy o 2 mm przy mostku.

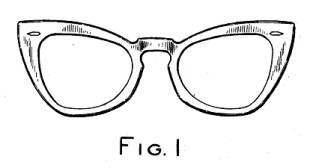
Rysunek 1, patent na wzór w USA został zgłoszony pod nr. # 169,995

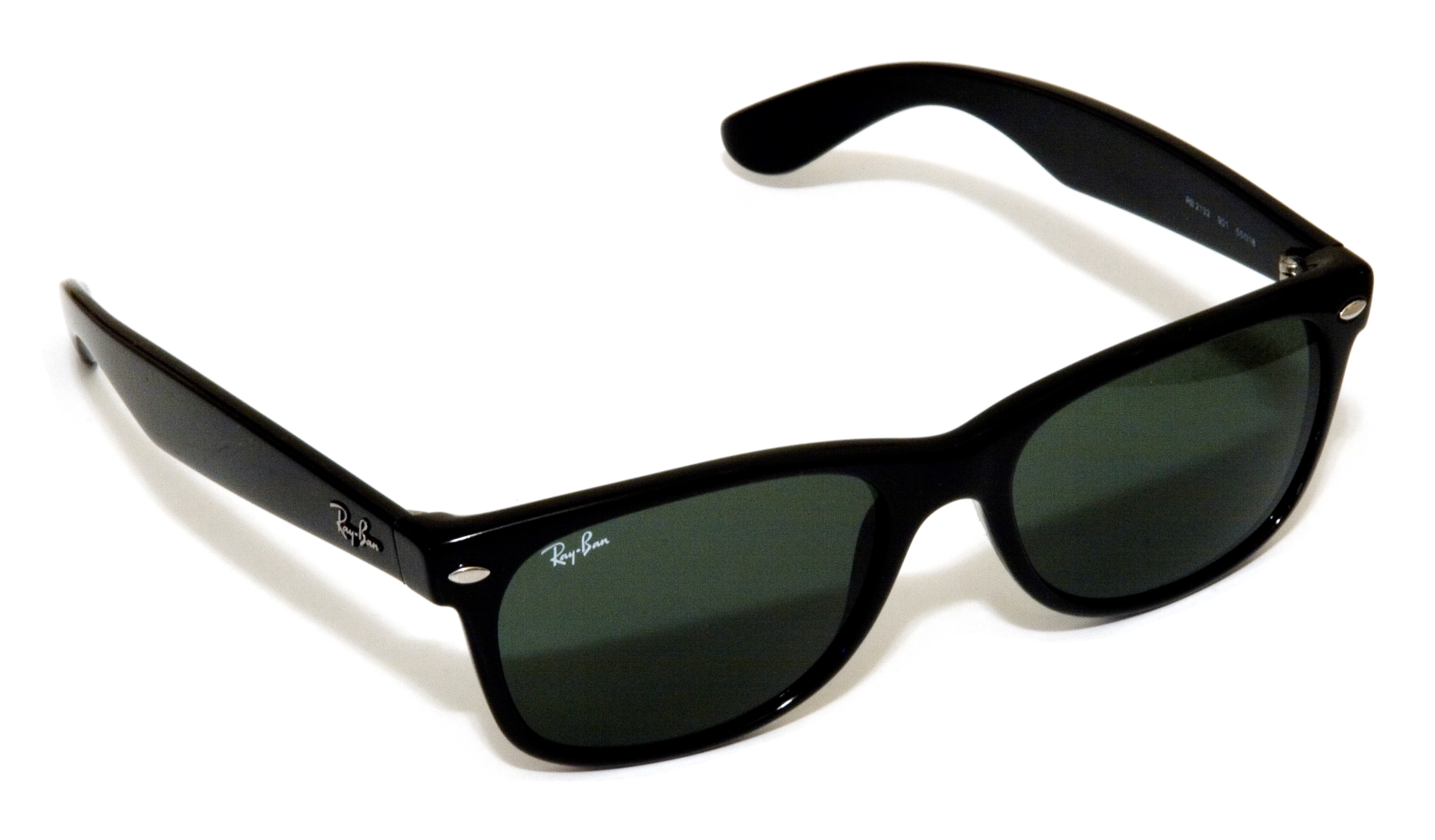
Okulary przeciwsłoneczne Ray-Ban New Wayfarer (RB2132 901L)

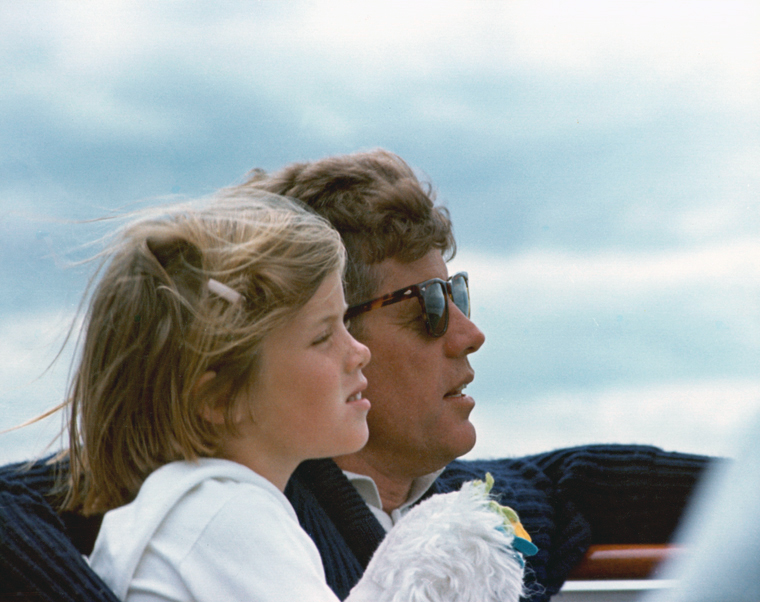
John F. Kennedy w okularach przeciwsłonecznych American Optical Saratoga, które markowały styl Wayfarerów, na wakacjach w Kennedy Compound w Hyannis Port, Massachusetts, sierpień 1963

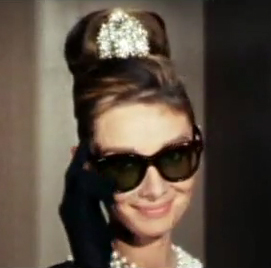
Okulary przeciwsłoneczne noszone przez Audrey Hepburn w Śniadaniu u Tiffany’ego, choć zwykle są określane jako Wayfarery, to były modelem „Manhattan” od firmy Oliver Goldsmith

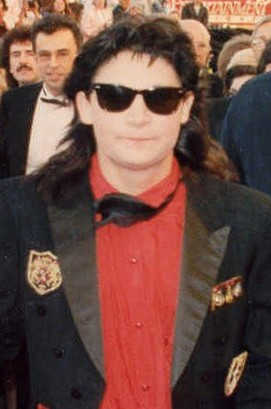
Aktor Corey Feldman w Wayfarerach podczas Ceremonii rozdania Oscarów w 1989 roku.

Okulary Ray-Ban Wayfarer (z ang. "Wędrowiec" lub "Podróżnik") są produkowane przez Ray-Ban od 1956 roku, firma ta należy do włoskiej grupy Luxottica od 1999 roku.  Modele Wayfarer cieszyły się wczesną popularnością w latach 50. i 60., powracając do popularności po lokowaniu produktu w filmach od 1982 roku.  Ożywienie nastąpiło w połowie pierwszej dekady po 2000 roku. 

## Design i wczesna popularność
Modele Wayfarer zostały zaprojektowane w 1952 roku przez amerykańskiego projektanta optyki Raymonda Stegemana, który pracował wówczas dla firmy Bausch & Lomb, tj. firmy macierzystej Ray-Ban  Inspiracją dla projektu był „klasyk z połowy wieku, który może konkurować z krzesłami firmy Eames oraz wzornictwem płetw samochodów Cadillac ”. Według jednego z krytyków tej konstrukcji Stephena Bayleya:  „charakterystyczna trapezoidalna ramka wskazuje niewerbalnie na drapieżność, ale taką hamowaną przez mocne ramiona, które, zgodnie z reklamą, dają okularom efekt silnego " męskiego spojrzenia”.  Okulary przeciwsłoneczne Wayfarer były pionierskie w wykorzystaniu nowych technologii formowania tworzyw sztucznych. 
Po rozkwicie Wayfarerów w latach 50. i 60. sprzedaż spadła.  Mimo że popularność Wayfarerów w kulturze została wsparta w 1980 r. filmem The Blues Brothers, w 1981 r. sprzedano tylko 18 000 par, a Wayfarery były blisko zakończenia produkcji. W 1982 roku Ray-Ban podpisał umowę o wartości 50 000 dolarów rocznie z Unique Product Placement w Burbank w Kalifornii, aby umieścić Ray-Bany w filmach i programach telewizyjnych. Między rokiem 1982 a 1987, okulary przeciwsłoneczne Ray-Ban pojawiały się w ponad 60 filmach i programach telewizyjnych rocznie, kontynuowano ten wysiłek aż do 2007 r.  Noszenie Wayfarerów przez Toma Cruise w filmie Risky Business z 1983 r. było jednym z kluczowych momentów, i w tym też roku sprzedano aż 360 000 par. Dodatkowe występy w filmach, takich jak The Breakfast Club i seriale takie jak Miami Vice i Moonlighting, doprowadziły sprzedaż do 1,5 miliona rocznie. 
Wayfarery nosili także różni muzycy, w tym Michael Jackson, George Michael, Billy Joel, Johnny Marr, Blondie 's Debbie Harry, Madonna, Depeche Mode, Elvis Costello, członkowie U2 i Queen, a także osoby publiczne, takie jak Max Headroom, Jack Nicholson, czy Anna Wintour. 
Opowiadania Breta Eastona Ellisa zawierały odniesienia do wędrowców  W tekstach, które wspomniały o stylu okularów, znalazła się piosenka Don Henley z 1984 r. „The Boys Of Summer”, która zawierała tekst „Masz te włosy zaciągnięte do tyłu, i te Wayfarery, kochanie”.  Teledysk Corey Hart "Sunglasses at Night" pokazuje artystów w ciemnościach, też w Wayfarerach.  W odpowiedzi na sukces modelu Wayfarer, Ray-Ban rozszerzył ofertę z dwóch modeli w 1981 r. Do około 40 modeli w 1989 r..

## Lata 90.
Wraz z początkiem lat 90. ramki tego typu ponownie stały się niepopularne.  Odrodzenie sentymentów do lat 50., które podsycało popularność tych okularów w latach 80., straciło impet, a Wayfarery zostały pokonane na rynku przez prostokątne ramy.  Podczas załamania lat 90. firma macierzysta Ray-Ban, Bausch & Lomb, zmagała się z presją konkurentów, takich jak Oakley.  W 1999 roku Bausch & Lomb sprzedał Ray-Ban firmie Luxottica Group Sp  A. z Włoch za 640 milionów dolarów.  W 2001 roku Wayfarer przeszedł znaczącą przebudowę (RB2132), z pomniejszonymi i mniej kanciastymi ramkami. Zamieniono tworzywo z octanu na lżejszy wstrzykiwany plastik. Zmiany miały na celu aktualizację stylu ramek w okresie niepopularności i ułatwienie ich noszenia (przechylenie ram w poprzednich modelach utrudniało na przykład osadzanie okularów na czubku głowy). 

## 2000
Wayfarery powróciły do mody w połowie pierwszej dekady po 2000 roku, kiedy osoby publiczne, w tym Chloë Sevigny i Mary-Kate Olsen, zaczęły nosić vintage ramki.  Kiedy Ray-Ban zauważył, że vintag'owe Wayfarery sprzedają się za duże ceny w serwisie eBay, zainicjowano ponowne wprowadzenie oryginalnego projektu Wayfarer (RB2140) w 2007 roku.  Model RB2140 jest identyczny z oryginalnym modelem B&L5022, z wyjątkiem metalowych „szpilek” na ramionach, które zostały zastąpione logo Ray-Ban, a prawa soczewka nosi teraz również logo. (Od 2007 roku Wayfarery były dostępne w stylach Original Wayfarer, New Wayfarer i Wayfarer Folding). Strategia marketingowa Ray-Ban była trzystopniowa: powrót do oryginalnego, buntowniczego projektu okularów przeciwsłonecznych, „ostra” kampania reklamowa i „głośne wydarzenia PR” z wykorzystaniem nowych mediów, takich jak sieci społecznościowe (m.in. MySpace), aby połączyć się z konsumentami .  Sprzedaż w 2007 r. była o 231% większa niż w 2006 r. A w londyńskim sklepie sieci Selfridge; od października 2007 r. Wayfarer był trzecim najlepiej sprzedającym się stylem grupy Luxottica. 

## Podobne projekty
Podczas odrodzenia Wayfarer po roku 2000, wiele wzorów okularów inspirowanych oryginalnymi Wayfarerami zostało wyprodukowanych przez projektantów niezwiązanych z Ray-Ban.  Grey Ant 's Grant Krajecki zaprojektował większą, kreskówkową wersję okularów „tak ekstremalnych, że najlepiej noszą je ci, którzy mają dobre poczucie humoru”.  Inne okulary inspirowane modelem Wayfarer to Oliver Peoples 'Hollis, Converse firmy Eyewear REM oraz różne wzory w liniach produktowych Juicy Couture, Hugo Boss, Kate Spade, Marc Jacobs i Kaenon Polarized 2008. Bezpośrednio na obszarze UE, jednym z bardziej cenionych producentów modelu Wayfarer jest Polaroid, który swoje Wayfarery projektuje i wykonuje w zakładzie w Padwie, we Włoszech. Między lipcem a wrześniem 2008 r. sprzedawcy zaczęli sprzedawać również bezramkowe Wayfarery. 